# یواس‌اس اکسپرس شماره ۴ (اس‌پی-۷۴۵)
یواس‌اس اکسپرس شماره ۴ (اس‌پی-۷۴۵) (به انگلیسی: USS Express No. 4 (SP-745)) یک کشتی بود که طول آن ۴۶ فوت (۱۴ متر) بود. این کشتی  در سال ۱۹۱۷ ساخته شد.